# Born–Oppenheimer-közelítés
Az atomfizikában a Born–Oppenheimer-közelítés (röviden BO-közelítés, szűkebb értelemben adiabatikus közelítés) többatomos molekulák mozgásának és energiaviszonyainak leírására alkalmazható, amelyet Born (1882–1970) és Oppenheimer (1904–1967) tett közzé.
A Born–Oppenheimer-közelítés az egyik legalapvetőbb elmélet a kvantumkémiában, mellyel az elektronok energiaviszonyai közelíthetők. Gyakorlati szempontból a koncepció lehetőséget nyújt arra, hogy az elektronszerkezet dinamikájának jellemzésénél azt relatíve függetlenül kezeljük az atommagtól.
A közelítés alapkoncepciója az, hogy első lépésben, amikor az elektronok mozgásegyenleteit írják fel, a magokat álló helyzetűnek tekintik. Ez a feltevés az elektron és az atommag közti nagy tömegarányból adódik.

## Története
1927-ben, egy évvel Schrödinger nevezetes publikációja után Born és Oppenheimer egy figyelemreméltó dolgozatot tett közzé molekuláris kvantummechanikában. Megjegyzendő, hogy nem sokkal ezután London is publikált egy hasonló témájú cikket ugyanebben a témában, amely azonban kevéssé ismert, de igen kidolgozott.
Az elmélet kiindulópontja az elektron-atommag közti relatíve nagy tömegarány, amelyből adódóan feltehető, hogy bármilyen a magban létrejövő állapotváltozásra az elektronszerkezet igen gyorsan, kvázi adiabatikusan képes válaszolni, mintha a mag nem is lenne mozgásban. Ennek alapján dolgozta ki elméletét Born és Oppenheimer, majd London kvalitatív magyarázatot is adott kémiai reakciókra. A kísérleti eredmények igen jó egyezést mutattak a modell következtetéseivel, habár jó néhány évtizedig a matematikai levezetések részben más ösvényen haladtak, mint London kvantumkémiai irányvonala.
Born és Oppenheimer feltételezte, hogy elektronok esetén néhány energiaszint esetén lokális minimum jön létre (X0), ez E(X0), amely a nulladrendű tag. E(X)-et X0 közelében másodrendű Taylor-sorfejtéssel közelítették, amely egy egzaktul kezelhető harmonikus oszcillátorhoz vezetett. A BO-közelítésnek úgymond bizonyítását és konkrét fizikai modellre történő alkalmazását Combes, Duclos és Seiler adta 1975-ben. 1986-ban Hunziker bebizonyította, hogy az elektron energiaszintek analitikus függvényei az atommagi pozícióknak.

### Rezonanciák
A hagyományos kétrészecskés szórás esetén az alagúteffektus gyakran idéz elő rezonanciát. Molekuláris rendszerekben sokkal gyakoribb az ilyen mechanizmus. Például elektronok nem-adiabatikus átmeneteiben ún. predisszociációs jelenség valósulhat meg (Klein, 1987). Martinez több tanulmányt adott ki rezonanciák előfordulásáról, és számos esetben jutott kísérleti úton jelentős eredményre.

### Lézerimpulzusok kölcsönhatása molekuláris rendszerekkel
Az ultrarövid (nanoszekundumos) időtartamú lézerkutatás fejlődése igen jelentős hatással volt a molekuláris dinamikai mechanizmusok feltárására. A kísérletek azon elméleti alapon nyugodtak, hogy az ilyen rövid impulzusú fotonnyaláb abszorbeálásánál az elektronok olyan rövid idő alatt nyelték el a fotont, hogy a mag effektíve nem reagált rá. Ezt részletesen Jilcott bizonyította kísérletesen. Hagedorn, Rousse és Jilcott továbbá kidolgozta az atommag különböző vibrációs szintek közti átmeneteinek dinamikáját lézerimpulzus okozta elektronátmenetek esetén.

## Fizikai leírása
A legcélravezetőbb aspektusa a teória kvantitatív értelmezéséhez egy egydimenziós közelítés – pl. hidrogénion (proton) esetén – amelyben a teljes szabadságfoka a mozgásnak az x-tengelyre van korlátozva. Ekkor a Hamilton-operátor alakja:
{\displaystyle {\mathcal {H}}=-{\frac {\hbar ^{2}}{2m}}{\frac {d^{2}}{dx^{2}}}-\sum {\frac {\hbar }{2m_{j}}}{\frac {d^{2}}{dX_{j}^{2}}}+V(x,X_{1},X_{2})\qquad (1)}
ahol x az elektron, X1, X2.... a két nukleon helyvektora.  A Schrödinger-egyenlet általános alakja{\displaystyle {\mathcal {H}}\Psi (X_{1},X_{2},x)={\mathcal {E}}\Psi (X_{1},X_{2},x)}, amelynek a következő alakjára keressük a megoldást: {\displaystyle \Psi (X_{1},X_{2},x)=\psi (X_{1},X_{2},x)\chi (X_{1},X_{2})}, ahol {\displaystyle \psi (X_{1},X_{2},x)}azt jelöli, hogy az elektron hullámfüggvénye gyakorlatilag a két nukleon helyfüggvénye, abban az értelemben, hogy a két nukleon esetén különböző {\displaystyle \psi (x)}-et kapunk. A fenti összefüggésekből összegezve:
{\displaystyle {\mathcal {H}}\psi \chi =-{\frac {\hbar ^{2}}{2m_{e}}}{\frac {d^{2}\psi }{dx^{2}}}-\sum {\frac {\hbar }{2m_{j}}}{\frac {d^{2}\chi }{dX_{j}^{2}}}\psi -\sum _{j}{\frac {\hbar }{2m_{j}}}{\Biggl (}2{\frac {\partial \psi }{\partial X_{j}}}{\frac {\partial \chi }{\partial X_{j}}}+{\frac {\partial ^{2}\chi }{\partial X_{j}^{2}}}\chi {\Biggr )}+V(x,X_{1},X_{2})\psi \chi \qquad (2)}amely így is írható:{\displaystyle {\mathcal {H}}\psi \chi ={\mathcal {E'}}\psi \chi -\sum {\frac {\hbar ^{2}}{2m_{j}}}{\Biggl (}2{\frac {\partial \psi }{\partial X_{j}}}{\frac {\partial \chi }{\partial X_{j}}}+{\frac {\partial ^{2}\chi }{\partial X_{j}^{2}}}\chi {\Biggr )}\qquad (3)}ahol {\displaystyle {\mathcal {E'}}} a {\textstyle -\sum {\frac {\hbar ^{2}}{2m_{j}}}{\frac {\partial ^{2}\chi }{\partial X_{j}^{2}}}+E(X_{1},X_{2})\chi ={\mathcal {E'}}\chi } sajátértéke, melyet a
{\displaystyle -{\frac {\hbar ^{2}}{2m_{e}}}{\frac {\partial ^{2}\psi }{\partial x^{2}}}+V(X_{1},X_{2},x)\psi =E(X_{1},X_{2})\psi \qquad (4)}
megoldásaként kaptunk. A {\textstyle -\sum {\frac {\hbar ^{2}}{2m_{j}}}(2{\frac {\partial \psi }{\partial X_{j}}}{\frac {\partial \chi }{\partial X_{j}}}+{\frac {\partial ^{2}\psi }{\partial X^{2}}})} összeg csaknem zérus, az atommag tömegére vonatkozó {\displaystyle {\mathcal {E'}}\psi \chi } értékétől nagyságrendekkel kisebb. A (4)-es összefüggés tulajdonképpen a Schrödinger-egyenlet V(X1, X2, x) esetben, ha az atommag rögzített helyzetű. A megoldása tehát az elektronra vonatkozó {\displaystyle \psi } hullámfüggvény és az {\displaystyle E(X_{1},X_{2})}sajátérték az elektron hozzájárulása a teljes molekuláris energiához, valamint a magban fellépő taszítóerő helyzeti energiája. A (3) egyenlet  az atommagra vonatkozó hullámegyenlet sajátértéke a molekula teljes energiája a Born–Oppenheimer-közelítésben.

### Alkalmazása hidrogénmolekula-ionra
Még a Born–Oppenheimer-közelítésben is csupán egy esetben oldható meg teljes pontossággal a Schrödinger-egyenlet, mégpedig a hidrogénmolekula-ion ({\textstyle H_{2}^{+}}) esetén. Ekkor a Hamilton-operátor a következő alakot ölti:{\displaystyle H=-{\frac {\hbar ^{2}}{2m_{e}}}\nabla ^{2}-{\frac {e}{\pi \epsilon _{0}r_{A}}}-{\frac {e}{\pi \epsilon _{0}r_{B}}}+{\frac {e}{\pi \epsilon _{0}R}}\,.}
ahol az utolsó kifejezés a magon belüli taszítóerőket szemlélteti. Hasonlóan mint a hidrogénatom esetén a Schrödinger-egyenlet – ha térbeli polárkoordinátákkal fejezzük ki – szétválasztható és valós megoldást ad, analóg módon kezelhetjük a hidrogénmolekula-iont, ha ellipszoidi koordinátákban adjuk meg (ennek fókuszpontjaiban a két nukleusz található). A megoldása az ún. molekulaorbitálok, amely hasonló az atomi orbitálokhoz.
A potenciális energia görbéi a magok közti távolsággal változnak. A görbe meredeksége természetszerűleg igen megnő, amennyiben a magok közti távolságra R {\displaystyle \longrightarrow } 0. A legkisebb távolság 106 pm, melynek energiaszintje 2,648 eV.

### Az atompályák lineáris kombinációi
A hidrogénionra vonatkozó hullámfüggvényeket tanulmányozva könnyen feltételezhetjük, hogy elvi síkon azok atomi orbitálok lineáris kombinációiként is előállíthatók:
{\displaystyle 1\sigma \approx \phi _{a}+\phi _{b}\,,\qquad 2\sigma \approx \phi _{a}-\phi _{b}\,,}
ahol {\displaystyle \phi _{a}}az A mag H1s-orbitálja, továbbá rendre a B mag esetén {\displaystyle \phi _{b}}. Az első esetben az elektronsűrűség növekedése miatt az internukleáris térben ún. konstruktív interferencia lép fel, a csomóponti síkban ugyanakkor destruktív interferencia tapasztalható. Molekulapályáknak atomi orbitálok lineáris kombinációjaként való előállításának igazolására tekintsük az ide vonatkozó Hamilton-függvényt:
{\displaystyle H=-{\frac {\hbar ^{2}}{2m_{e}}}\nabla ^{2}+{\frac {e^{2}}{4\pi \epsilon _{0}}}{\biggl (}{\frac {1}{r_{A}}}-{\frac {1}{r_{B}}}+{\frac {1}{R}}{\biggr )}\,.}
Amikor az elektron közel van az A maghoz, rA << rB, a Hamilton-operátor megközelítőleg {\textstyle H=-{\frac {\hbar ^{2}}{2m_{e}}}\nabla ^{2}-{\frac {e^{2}}{4\pi \epsilon _{0}r_{A}}}+{\frac {e^{2}}{4\pi \epsilon _{0}R}}}. Az eljárás további molekuláris rendszerekre az ún. LCAO (linear combinations of atomic orbitals) módszer, mely a {\displaystyle \psi =\sum _{r}c_{r}\phi _{r}} általános összefüggéssel írható le.